# Куніцка Вікторія Андріївна
Вікто́рія Андрі́ївна Куні́цка (Куніцька) (* 2006) — українська спортивна гімнастка. Заслужений майстер спорту України (2022).

## З життєпису
Народилась 2006 року. В семирічному віці в спортивну секцію привів тато.
Всесвітні ігри-2022 — бронзова нагорода. В португальському місті Мая на Кубку світу–2022 зі спортивної акробатики команда посіла друге місце — Олександра Мальчук; Дарина Пом'яновська і Вікторія Куніцка. Вихованка заслуженого тренера України Олени Кришпінович.